# باتريك بيترز
باتريك بيترز (بالألمانية: Patrick Peters)‏ (7 نوفمبر 1987 مالشين ألمانيا - ) هو لاعب كرة قدم ألماني يلعب كمدافع.